# 談詔
談詔（1452年—？），字朝宣，直隸松江府上海縣人，軍籍，明朝政治人物。

## 生平
成化十六年（1480年）庚子科應天府鄉試第五名舉人。成化十七年（1481年）中式辛丑科會試第五十八名，二甲第三十一名進士。歷官刑部郎中，弘治十年（1497年）八月升山东按察司副使，十二年二月考察闲住。

## 家族
曾祖談文政；祖父談悅；父談甫，縣丞。母宋氏。具庆下。弟談誥。